# Jaime Martinoli
Jaime Donald Martinoli (Esquina, Corrientes, Argentina; 5 de octubre de 1940 - 18 de noviembre de 2017) fue un futbolista argentino que se desempeñaba como delantero. Fue una leyenda en Racing Club, donde integró el histórico equipo dirigido por Juan José Pizzuti que se consagró campeón de la Primera División en 1966, y de la Copa Libertadores y la Copa Intercontinental en 1967.

## Trayectoria

### Banfield
Comenzó en un club barrial denominado Progreso y luego se incorporó en la 3ª división de Banfield. Con el Taladro conseguiría ganar el campeonato de segunda división en 1962, logrando el ascenso. En ese club debutó en la primera categoría, actuando en algunos partidos de 1ª División.

### Racing Club
En el año 1965 llega al Racing Club de Avellaneda, uno de los clubes más populares de la República Argentina. Comenzaría jugando como suplente, pero gracias a la llegada de Juan José Pizzuti como director técnico, comenzaría a jugar en el equipo titular. 
En 1966, conseguiría levantar el Campeonato de Primera División, y sería el máximo artilero del equipo campeón concretando 18 tantos.
Un año después jugaría la Copa Libertadores, en donde jugó 6 encuentros y convirtió 2 goles. Lamentablemente las lesiones le impidieron sostenerse en el equipo, aunque fue parte del conjunto académico campeón de América y meses después, lograría levantar la gloriosa Copa Intercontinental ante el Celtic Football Club, representante europeo.
En el club, permaneció en 88 partidos, de los cuales logró convertir 37 goles. Debutó el 18 de mayo de 1965 vs. Chacarita Juniors (1-1) y jugó hasta el 29 de diciembre de 1968 vs. Vélez Sársfield (2-4).

### Newell's Old Boys
En 1969 comienza a jugar en Newell's Old Boys  de Rosario. Cuando estaba en la Lepra, una úlcera en el estómago le impidió mantenerse en el equipo. En 1970 comienza a jugar en Unión La Calera de la Primera División de Chile.

### Quilmes
En 1970 llega a Quilmes Atlético Club. Allí compartiría plantel con dos jóvenes promesas que cumplirían destacada carrera en el fútbol: Ubaldo Matildo Fillol y Ricardo Julio Villa.

### Fallecimiento
Falleció el 18 de noviembre de 2017 por cáncer de pulmón.

## Palmarés

#### Campeonatos nacionales
| Título           | Equipo      | País      | Año  |
| ---------------- | ----------- | --------- | ---- |
| Primera División | Racing Club | Argentina | 1966 |

#### Campeonatos internacionales
| Título                | Equipo      | Sede       | Año  |
| --------------------- | ----------- | ---------- | ---- |
| Copa Libertadores     | Racing Club | Santiago   | 1967 |
| Copa Intercontinental | Racing Club | Montevideo | 1967 |